# La Dispute
La Dispute — постхардкор-группа, образованная в 2004 году в городе Гранд-Рапидс, Мичиган, США. В её состав входят: Джордан Дрейер (ведущий вокал), Бред Вандер Ладжт (ударные), Чэд Стеринбург (гитара), Кевин Уайттемор (гитара) и Адам Весс (бас-гитара). В настоящее время La Dispute распространяют свои альбомы под лейблом No Sleep Records.
Дебютный мини-альбом группы Vancouver был выпущен в 2006 году на лейбле Friction Records. Позже группа подписала контракт с лейблом Forest Life Records, под которым выпустила два мини-альбома в мае 2008-го. Их дебютный студийный альбом Somewhere at the Bottom of the River Between Vega and Altair был выпущен 11 ноября 2008 года на No Sleep Records. В период между первым и вторым студийными альбомами группа выпустила три мини-альбома: Here, Hear III., Searching for a Pulse/The Worth of the World и Never Come Undone.

## История
La Dispute была образована в Гранд-Рапидсе, штат Мичиган, в 2004 году Джорданом Дрейером, Кевином Уайттемором, Бредом Вандер Ладжтем, Дереком Стернбергом и Адамом Кулом, которые были школьными друзьями и поддерживали хорошие отношения. В основном, участники группы время от времени играли в гаражах и на складах. После ухода Дерека Стернберга и Адама Кула, которые были важными участниками группы, La Dispute не собирались два года. В 2006 году в группу вступили Чэд Стеринбург и Адам Весс, занявшие места Стернберга и Кула, а 14 апреля того же года вышел дебютный мини-альбом Vancouver — единственный, выпущенный на лейбле Friction Records.

## Участники

### Текущий состав
- Джордан Дрейер (Jordan Dreyer) — вокал, ударные (2004 — наши дни)
- Чэд Стеринбург (Chad Sterenberg) — гитара (2006 — наши дни)
- Кевин Уайттемор (Kevin Whittemore) — гитара (2004 — наши дни)
- Адам Весс (Adam Vass) — бас-гитара (2006 — наши дни)
- Бред Вандер Ладжт (Brad Vander Lugt) — ударные, клавишные (2004 — наши дни)

### Бывшие участники
- Дерек Стернберг (Derek Sterenberg) — гитара (2004—2006)
- Адам Кул (Adam Kool) — бас-гитара (2004—2006)

## Дискография

### Студийные альбомы
- 2008 — Somewhere at the Bottom of the River Between Vega and Altair
- 2011 — Wildlife
- 2014 — Rooms of the House
- 2016 — Tiny Dots
- 2019 — Panorama

### Мини-альбомы
- 2006 — Vancouver
- 2008 — Untitled 7"
- 2008 — Here, Hear.
- 2008 — Here, Hear II.
- 2008 — Winter Tour Holiday CD-R
- 2009 — Here, Hear III.
- 2010 — Searching for a Pulse/The Worth of the World
- 2011 — Never Come Undone
- 2012 — Conversations

### Сборники
- 2008 — Hardcore, Punk, Etc. 2008 (в сборник вошла их песня Said the King to the River (Demo))
- 2011 — Vs. The Earthquake (в сборник вошла их песня Why It Scares Me (Live))